# Marquesa de Listomère
A marquesa de Listomère é uma personagem fictícia da Comédia Humana de Honoré de Balzac, cujo papel principal está em Étude de femme, onde sua falsa virtude aparece claramente quando Eugène de Rastignac lhe envia por engano uma carta destinada a Delphine de Nucingen. Encontramo-la frequentemente no pano de fundo dos romances da Comédia.
Encantadora ainda quando era uma criança em Le Lys dans la vallée, é ela que consola seu irmão Félix de Vandenesse do rigor maternal; ela se torna uma pessoa afetada a partir do seu casamento com o marquês de Listomère, de velha nobreza, em 1818.
Em 1819, ela faz parte das mulheres do faubourg de Saint Germain. Está presente em Le Père Goriot no baile da Viscondessa de Beauséant.
Em 1828, em Étude de femme, é de uma beleza admirada por um "quê espanhol", mas que finge uma persona de mulher virtuosa, crendo assim seduzir mais. Tem a mania de humilhar os que se apaixonam por ela, mas essa disposição de espírito se volta contra ela.
Neste mesmo ano, ela está em amizade íntima com Julie d'Aiglemont, que tem uma ligação com seu irmão Charles de Vandenesse em La Femme de trente ans
Terrivelmente invejosa de sua cunhada Marie-Angélique de Vandenesse, apesar de apoiá-la em Une fille d'Eve, ela se torna sua inimiga íntima.
Muito considerada no microcosmo legitimista, ela assume o partido das pessoas mais detestáveis. Assim, em Le Contrat de mariage, ela apoia a extorsão de Natalie de Manerville.
A marquesa também aparece em:
- Illusions perdues;
- Madame Firmiani;
- Les Employés ou la Femme supérieure;
- Mémoires de deux jeunes mariées;
- Le Cabinet des Antiques.